# Max Weber
Maximilian »Max« Weber [maksimíljan máks vébər], nemški ekonomist in sociolog, * 21. april 1864, Erfurt, Nemčija, † 14. junij 1920, München, Nemčija.
Weber velja za enega od ustanoviteljev sodobne sociologije in teorije javne uprave.

## Družbena slojevitost
Weber se z Marxom ni strinjal v tem, da je mogoče družbeno slojevitost omejiti zgolj na ekonomsko področje; menil je, da sta pomembni tudi socialni ugled in politična moč.
Max Weber je družbeno stratifikacijo videl kot posledico boja za redke vire v družbi. Osebe, ki imajo podoben tržni položaj imajo prav tako podoben razredni položaj. Članom razredov je skupen podoben statusni položaj, ki se nanaša na količino družbene časti oziroma ugleda. Člani statusnih skupin pogosto oblikujejo stranke, skupine ki se izrecno ukvarjajo z vplivanjem na politiko in sprejemanje odločitev v interesu svojih članov. Stranke zastopajo interese, ki so določeni glede na statusni ali razredni položaj reprezentiranih. Stopnja vključenosti posameznikov v stranke je različna in variira glede na njihov ekonomski položaj, količino socialnega kapitala in izobrazbo. S tem Weber zavrača Marxovo stališče o striktni bipolarnosti razrednih interesov zgolj na ekonomskih temeljih.

## Idealni tipi
Webrovi idealni tipi so metodološki  model sociološkega raziskovanja, ki temeljijo na Kantovi epistemologiji apriornih sintetičnih sodb, pri katerih zveze med pojavi ne ugotavljamo izkustveno, pač pa s pomočjo umskih kategorij, v Webrovem primeru idealnih tipov. Za razliko od mladoheglijancev, kot je Marx, ki iz apriornih družbenih zakonitosti razlagajo družbeno stvarnost, Weber uporabi kognitivne modele stvarnosti, ki aposteriorno služijo kot shema pri razlaganju izkustveno pridobljenih konkretnih družbenih pojavov. Med Webrove tipologije prištevamo tipe človekovega delovanja: smotrno-racionalno delovanje, vrednotno-racionalno delovanje, afektivno delovanje in tradicionalno delovanje. Na te tipe človekovega delovanja deloma naveže tipe oblasti: karizmatično, tradicionalno in pa racionalno oblast.  

## Duh kapitalizma
Analizo tipov človeškega delovanja Weber uporabi pri primerjalni historični analizi nastanka modernega kapitalizma, kjer proti Marxu postavi drzno tezo, da lahko družbena nadstavba predhodno vpliva na ekonomsko bazo. V Webrovem primeru to pomeni, da so puritanske oblike protestantizma, na primer kalvinizem, vplivale na nastanek sodobnega kapitalizma usmerjenega ne več v omejevanje, kakor je veljalo za tradicionalni kapitalizem, pač pa v nenehno ustvarjanje presežnega dobička in povratnega investiranja v proizvodnjo. Webrov duh kapitalizma je zanj najvišji in najčistejši izraz ekonomskega racionalizma, kjer gre za dejavnost pridobivanja in neomejenega povečevanja materialnih dobrin z vidika posameznikov.

## Idealni tip birokracije
Racionalni tip oblasti uporabi pri analizi birokracije, to je moderne racionalne organizacije. Za birokracijo je značilen naslednji tip upravništva: obstaja princip hierarhije položajev posameznih akterjev, vodenje poslov je utemeljeno na pisnih dokumentih, za opravljanje določene funkcije so potrebne kvalifikacije in opravljanje službenih dolžnosti temelji na osnovi občih pravil. Weber je mnenja, da se vsaka konkretna organizacija približuje temu idealnemu tipu, čeprav dejansko ni nobena točno takšna kot je izraženo v definicijskih pogojih idealnega tipa. Za tipologijo idealnih tipov je torej bistveno, da v družbeni stvarnosti noben konkretni primer družbenega pojava ne ustreza v celoti znanstvenikovemu predhodno izgrajenemu idealnemu tipu, pač pa se mu b bistvenih značilnostih močno približa. V družbeni pojavnosti ne bomo našli birokratske ogranizacije (karizmatičnega voditelja, smotrno-racionalnega delovanja,...) z vsemi značilnostmi tipologije te organizacije (striktna brezosebnost, hierarhičnost), pač pa se bodo nekatere birokratske organizacije bolj približevale bistvenim značilnostim idealnega tipa, druge pa manj.

## Tipologije religij
Max Weber je pomemben še kot prvi religiolog, ki je posamezne religije začel poučevati z vidika njih samih in je popolnoma zavrgel evolucionistične in racionalistične modele znanstvenega razsikovanja religij. Ponovno je vzpostavil tipologijo glede na posamezne bistvene značilnosti določene religije, na primer ritualnost, duhovno introvertiranost, itd., in potem raziskal katerim od religij ustreza določen tip človekovega ravnanja. 

## Izbrana dela
- Protestantska etika in duh kapitalizma (Die protestantische Ethik und der Geist des Kapitalismus), 1905
- Politika kot poklic (Politik als Beruf), 1919
- Zbrani spisi o sociologiji religije (Gesammelte Aufsätze zur Religionssoziologie), 1920
- Gospodarstvo in družba (Wirtschaft und Gesellschaft), 1921